# Angoroj
Angoroj (1964; “Angustias” en esperanto) fue la primera película rodada completamente en esperanto. El director, Jacques-Louis Mahé, amigo del escritor esperantista Raymond Schwartz, ya había producido una película muda propagandística antes de la Segunda Guerra Mundial, de nombre Antaŭen! (¡Adelante!).
A comienzos de la década de 1960, Mahé, experto en fotografía y cine, invirtió en la producción de la que fue la primera película en esperanto. En el escenario que el propio Mahé creó los actores del Internacia Arta Teatro interpretan una novela policíaca que tiene lugar en un suburbio parisino donde se desenvuelven ladrones y estafadores. Aparte de Raymond Schwartz (en el papel de comisario), aparecen Gaston Waringhien (narrador) y muchos otros del París de la época, incluso un jovencísimo Michel Duc-Goninaz.
La película, rodada entre 1963 y 1964, no obtuvo una buena respuesta del público. Mahé perdió grandes cantidades de dinero y acusó a la Asociación Universal de Esperanto de boicot. Inmerso en una profunda depresión destruyó casi todas las copias; solo se salvaron dos (adquiridas en su día por el centro cultural esperantista Château de Grésillon y la Asociación Británica de Esperanto) y la cinta original, que recuperó la productora LF-koop en 1991 y de la que editó un vídeo de 61 minutos.